# Мохноногий канюк

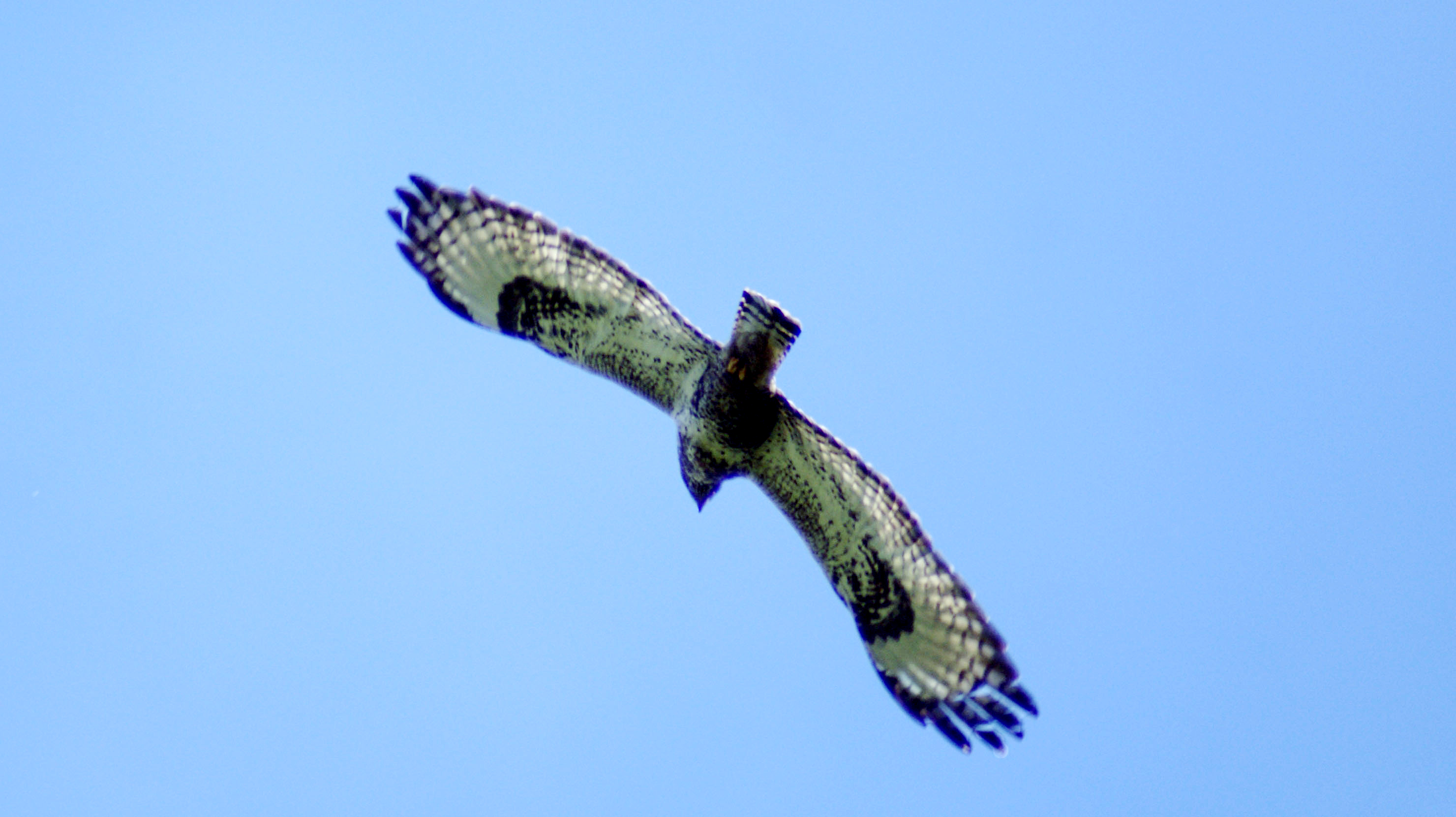

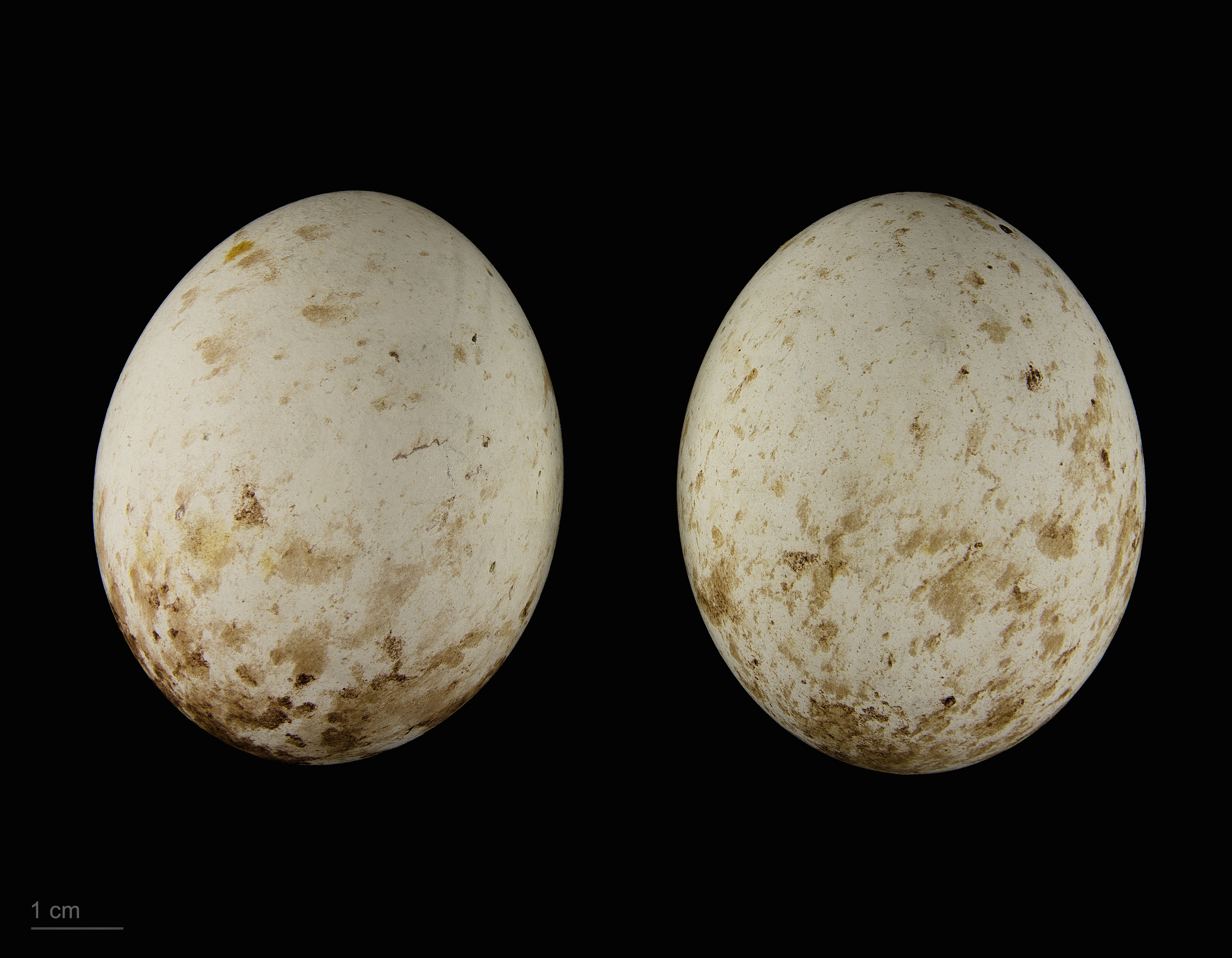
Яйца Buteo lagopus - Тулузский музей

Мохноно́гий каню́к, или зимня́к (лат. Buteo lagopus), — вид птиц семейства ястребиных.

## Внешний вид
Общая длина 51—61 см, масса 800—1300 г. Похож на канюка обыкновенного, но нижняя сторона тела у него светлее. Названа эта птица так потому, что у неё цевки оперены до пальцев.

## Распространение
Самый северный представитель группы, имеющий кругополярное распространение в Евразии и Северной Америке. Гнездится и на многих северных и средних Курильских островах (Парамушир, Онекотан, Харимкотан, Атласова, Маканруши).

## Голос
Голос похож на голос канюка обыкновенного: гнусавое протяжное «хиээ-хиээ…».

## Образ жизни
Населяют открытую тундру и лесотундру. Кормятся главным образом леммингами и другими мелкими северными млекопитающими и птицами. Перелётная птица, доходящая на зимовках до Южной Европы, Средней и Центральной Азии и южных частей США.

## Размножение
Гнёзда построены из сучьев и расположены на земле, редко на деревьях или скалах. Число яиц в кладке колеблется в зависимости от кормовых условий, в основном от численности леммингов. Обычно в кладке 3—5 яиц, в благоприятные годы до 7, а в плохие 2—3. При отсутствии леммингов и вовсе не размножаются. Насиживает самка в течение 30—35 дней. Птенцы вылетают из гнёзд в возрасте 6—7 недель.